# Selyp vasútállomás
Selyp vasútállomás egy Heves vármegyei vasútállomás Lőrinci településen, a MÁV üzemeltetésében. A névadó településrész központja közelében helyezkedik el, közúti megközelítését a 2402-es útból kiágazó, alig több mint 200 méter hosszú, 24 301-es számú mellékút biztosítja.
A vasútállomás jegypénztár nélküli, nincs jegykiadás.

## Története
A Selypi cukorgyár építésekor, 1890-ben létesítették a vasúti állomást, amely 1893-től a MÁV tulajdonba ment át. Az első tehervonatok szállították a gépi berendezéseket. 1894 és 1895 között épült meg az állomás és a Selypi Agyagipari Rt. közötti iparvágány.

## Vasútvonalak
Az állomást az alábbi vasútvonalak érintik:
- Hatvan–Somoskőújfalu-vasútvonal

## Kapcsolódó állomások
A vasútállomáshoz az alábbi állomások vannak a legközelebb:
- Apc-Zagyvaszántó vasútállomás (Hatvan–Somoskőújfalu-vasútvonal)
- Lőrinci megállóhely (Hatvan–Somoskőújfalu-vasútvonal)

## Forgalom
| Járat        | Útvonal | Gyakoriság   |
| ------------ | --- | ------------ |
| személyvonat | Hatvan – Mátravidéki Erőmű – Lőrinci – Selyp – Apc-Zagyvaszántó – Jobbágyi – Szurdokpüspöki – Pásztó – Mátraszőlős-Hasznos – Tar – Mátraverebély – Nagybátony – Kisterenye – Kisterenye-Bányatelep – Zagyvapálfalva – Salgótarján külső – Salgótarján – Somoskőújfalu | 1-2 óránként |